# Ulassai
Ulassai (sardinski: Ulàssa) je grad i općina (comune) u pokrajini Nuoru u regiji Sardiniji, Italija. Nalazi se na nadmorskoj visini od 775 metara i ima 1 457 stanovnika.
 Prostire se na 122,41 km². Gustoća naseljenosti je 12 st/km².
Susjedne općine su: Esterzili, Gairo, Jerzu, Osini, Perdasdefogu, Seui, Tertenia, Ussassai, Villagrande Strisaili i Villaputzu.